# BL팜텍
주식회사 BL팜텍은 경기도 용인시에 본사를 둔 건강기능식품 유통 기업이다.

## 역사 및 현황
1995년 2월 20일에 설립되어 2008년 7월 31일자로 건강기능식품 제조 및 수출입업부문을 물적분할 후 당기 보고기간 종료일 현재 건강기능식품, 화장품 등의 도,소매업을 영위하고 있으며, 2002년 11월 15일에 한국거래소 코스닥 시장에 상장되었다.
2025년 보통주 1주당 2주를 배정하는 무상증자를 하였다.